# Spielvereinigung Unterhaching 1989-1990
Questa voce raccoglie le informazioni riguardanti il Unterhaching nelle competizioni ufficiali della stagione 1989-1990.

## Stagione
Nella stagione 1989-1990 l'Unterhaching, allenato da Karsten Wettberg e Jürgen Sundermann, concluse il campionato di 2. Bundesliga al 20º posto.

## Rosa
| N. |                     | Ruolo | Calciatore            |
| -- | ------------------- | ----- | --------------------- |
|    | Germania (bandiera) | P     | Anton Häfele          |
|    | Germania (bandiera) | D     | Thomas Beck           |
|    | Germania (bandiera) | D     | Norbert Ehardsberger  |
|    | Germania (bandiera) | D     | Reiner Leitl          |
|    | Germania (bandiera) | D     | Josef Pfluger         |
|    | Germania (bandiera) | D     | Karl Pflügler         |
|    | Germania (bandiera) | D     | Bodo Schmidt          |
|    | Germania (bandiera) | D     | Edi Stöhr             |
|    | Germania (bandiera) | D     | Manfred Wasner        |
|    | Germania (bandiera) | C     | Ralf Andresen         |
|    | Germania (bandiera) | C     | Reinhold Betzendörfer |
|    | Germania (bandiera) | C     | Klaus Glaner          |

| N. |                     | Ruolo | Calciatore      |
| -- | ------------------- | ----- | --------------- |
|    | Germania (bandiera) | C     | Stefan Keller   |
|    | Germania (bandiera) | C     | Bernd Müller    |
|    | Germania (bandiera) | C     | Dirk Prestin    |
|    | Germania (bandiera) | C     | Alfred Ruthe    |
|    | Germania (bandiera) | C     | Franz Schreiner |
|    | Germania (bandiera) | A     | Oliver Gensch   |
|    | Germania (bandiera) | A     | Thomas Grosser  |
|    | Algeria (bandiera)  | A     | Sofiane Meziani |
|    | Germania (bandiera) | A     | Michael Niklaus |
|    | Germania (bandiera) | A     | Thomas Niklaus  |
|    | Germania (bandiera) | A     | Roland Reichel  |

## Organigramma societario
Area tecnica
- Allenatore: Jürgen Sundermann
- Allenatore in seconda:
- Preparatore dei portieri:
- Preparatori atletici:

## Calciomercato

### Sessione estiva
| Acquisti | Acquisti        | Acquisti         | Acquisti |
| R.       | Nome            | da               | Modalità |
| -------- | --------------- | ---------------- | -------- |
| A        | Sofiane Meziani | Union Solingen   |          |
| C        | Bernd Müller    | Bayern Monaco II |          |
| D        | Bodo Schmidt    | Bayern Monaco II |          |

| Cessioni | Cessioni       | Cessioni      | Cessioni |
| R.       | Nome           | a             | Modalità |
| -------- | -------------- | ------------- | -------- |
| C        | Manfred Bender | Bayern Monaco |          |
| P        | Michael Probst | SV Lohhof     |          |

### Sessione invernale
| Acquisti | Acquisti      | Acquisti           | Acquisti |
| R.       | Nome          | da                 | Modalità |
| -------- | ------------- | ------------------ | -------- |
| A        | Oliver Gensch | Fortuna Düsseldorf |          |

| Cessioni | Cessioni | Cessioni | Cessioni |
| R.       | Nome     | a        | Modalità |
| -------- | -------- | -------- | -------- |

## Risultati

### 2. Bundesliga

#### Girone di andata
| Arbitro: | Wittke |

|                        |           |                                     |
| Moutas 47’ Pfahler 90’ | Marcatori | 36’ Reichel 40’ Pfluger 81’ Niklaus |

| Arbitro: | Correll |

|                                 |           |                       |
| Grosser 16’ Andresen 70’ (rig.) | Marcatori | 10’ Glöde 50’ Wollitz |

| Arbitro: | Schneider |

|           |           |            |
| Röber 68’ | Marcatori | 35’ Müller |

| Arbitro: | Kentsch |

|             |           |                 |
| Reichel 46’ | Marcatori | 38’ Buchheister |

| Arbitro: | Malbranc |

|                       |           |  |
| Dämgen 36’ Krella 50’ | Marcatori |  |

| Arbitro: | Mierswa |

|              |           |             |
| Pflügler 76’ | Marcatori | 46’ Krätzer |

| Arbitro: | Dardenne |

|            |           |  |
| Kügler 19’ | Marcatori |  |

| Arbitro: | Bruch |

|              |           |                        |
| Pflügler 65’ | Marcatori | 21’ Bolzek 88’ Seufert |

| Arbitro: | Assenmacher |

|             |           |              |
| Greiser 23’ | Marcatori | 77’ Andresen |

| Arbitro: | Strigel |

|                                   |           |  |
| Müller 26’ Wasner 41’ Niklaus 58’ | Marcatori |  |

| Arbitro: | Aust |

|            |           |            |
| Prinzen 9’ | Marcatori | 38’ Müller |

| Unterhaching 7 ottobre 1989, ore 15:00 CET 12ª giornata | Unterhaching | 0 – 0 referto | Bayreuth | Sportpark Unterhaching (1 100 spett.)\| Arbitro: \| Boos \| |
| Arbitro:                                                | Boos         |               |          |                                                             |

| Arbitro: | Feistner |

|                         |           |  |
| Schüler 78’ Vollmer 82’ | Marcatori |  |

| Arbitro: | Fux |

|            |           |                |
| Glaner 55’ | Marcatori | 39’ Steininger |

| Arbitro: | Blüthgen |

|                                    |           |  |
| Maâloul 18’ Reich 35’ Heemsoth 38’ | Marcatori |  |

| Arbitro: | Kasper |

|                        |           |            |
| Müller 54’ Niklaus 63’ | Marcatori | 85’ Bieber |

| Arbitro: | Barnick |

|                                                  |           |                   |
| Thoben 22’ Vorholt 32’ (rig.) van der Pütten 83’ | Marcatori | 40’ (rig.) Wasner |

| Arbitro: | Gochermann |

|                                   |           |                        |
| Paavola 27’ Findler 28’ Drube 76’ | Marcatori | 38’ Müller 72’ Niklaus |

| Arbitro: | Ronig |

|            |           |            |
| Müller 83’ | Marcatori | 45’ Motzke |

#### Girone di ritorno
| Unterhaching 25 novembre 1989, ore 15:00 CET 20ª giornata | Unterhaching | 0 – 0 referto | Friburgo | Sportpark Unterhaching (700 spett.)\| Arbitro: \| Welz \| |
| Arbitro:                                                  | Welz         |               |          |                                                           |

| Arbitro: | Diekert |

|                         |           |             |
| Brinkmann 4’ Twyrdy 39’ | Marcatori | 70’ Reichel |

| Arbitro: | Holst |

|  |           |                           |
|  | Marcatori | 25’ Thommessen 47’ Kontny |

| Braunschweig 16 dicembre 1989, ore 15:00 CET 23ª giornata | Eintracht Braunschweig | 0 – 0 referto | Unterhaching | Stadion an der Hamburger Straße (7 000 spett.)\| Arbitro: \| Mölm \| |
| Arbitro:                                                  | Mölm                   |               |              |                                                                      |

| Arbitro: | Domberg |

|                                 |           |                           |
| Müller 14’ Ruthe 21’ Wasner 68’ | Marcatori | 47’ Trares 58’ Zimmermann |

| Arbitro: | Steinborn |

|                                                           |           |             |
| Epp 10’, 31’ Krätzer 30’, 60’ Yeboah 76’ Stöhr 88’ (aut.) | Marcatori | 74’ Reichel |

| Arbitro: | Eli |

|            |           |                       |
| Müller 27’ | Marcatori | 61’ Kontny 72’ Banach |

| Arbitro: | Blüthgen |

|                                      |           |                       |
| Pasul'ko 15’, 19’ Seufert 44’ (rig.) | Marcatori | 36’ Gensch 59’ Müller |

| Arbitro: | Schmidt |

|  |           |           |
|  | Marcatori | 7’ Patzke |

| Arbitro: | Heitmann |

|                       |           |                       |
| Fleige 36’ Acquah 78’ | Marcatori | 25’ (rig.), 85’ Leitl |

| Arbitro: | Prengel |

|                  |           |  |
| Leitl 52’ (rig.) | Marcatori |  |

| Arbitro: | Wittke |

|                                    |           |            |
| Wolff 45’ Scheler 46’ Staudner 79’ | Marcatori | 16’ Gensch |

| Arbitro: | Berg |

|                                |           |             |
| Niklaus 1’ Stöhr 47’ Leitl 58’ | Marcatori | 90’ Schüler |

| Duisburg 29 aprile 1990, ore 15:00 CEST 33ª giornata | Duisburg | 0 – 0 referto | Unterhaching | Wedaustadion (2 500 spett.)\| Arbitro: \| Holst \| |
| Arbitro:                                             | Holst    |               |              |                                                    |

| Unterhaching 2 maggio 1990, ore 19:30 CEST 34ª giornata | Unterhaching | 0 – 0 referto | Hannover 96 | Sportpark Unterhaching (1 200 spett.)\| Arbitro: \| Matheis \| |
| Arbitro:                                                | Matheis      |               |             |                                                                |

| Arbitro: | Feistner |

|                                        |           |                            |
| Sendscheid 35’ Borodjuk 79’ Müller 88’ | Marcatori | 45’ Stöhr 47’, 78’ Niklaus |

| Arbitro: | Correll |

|             |           |                                 |
| Reichel 78’ | Marcatori | 45’ Klobke 54’ Rusche 76’ Menke |

| Arbitro: | Aust |

|             |           |  |
| Niklaus 10’ | Marcatori |  |

| Arbitro: | Gochermann |

|                            |           |                             |
| Deffke 57’, 90’ Drabow 69’ | Marcatori | 53’ (rig.) Leitl 89’ Müller |

## Statistiche

### Statistiche di squadra
| Competizione  | Punti | In casa | In casa | In casa | In casa | In casa | In casa | In trasferta | In trasferta | In trasferta | In trasferta | In trasferta | In trasferta | Totale | Totale | Totale | Totale | Totale | Totale | DR  |
| Competizione  | Punti | G       | V       | N       | P       | Gf      | Gs      | G            | V            | N            | P            | Gf           | Gs           | G      | V      | N      | P      | Gf     | Gs     | DR  |
| ------------- | ----- | ------- | ------- | ------- | ------- | ------- | ------- | ------------ | ------------ | ------------ | ------------ | ------------ | ------------ | ------ | ------ | ------ | ------ | ------ | ------ | --- |
| 2. Bundesliga | 29    | 19      | 6       | 8       | 5       | 22      | 20      | 19           | 1            | 7            | 11           | 21           | 41           | 38     | 7      | 15     | 16     | 43     | 61     | -18 |
| Totale        | 29    | 19      | 6       | 8       | 5       | 22      | 20      | 19           | 1            | 7            | 11           | 21           | 41           | 38     | 7      | 15     | 16     | 43     | 61     | -18 |

### Andamento in campionato
| Giornata  | 1 | 2 | 3 | 4 | 5 | 6 | 7  | 8  | 9  | 10 | 11 | 12 | 13 | 14 | 15 | 16 | 17 | 18 | 19 | 20 | 21 | 22 | 23 | 24 | 25 | 26 | 27 | 28 | 29 | 30 | 31 | 32 | 33 | 34 | 35 | 36 | 37 | 38 |
| --------- | - | - | - | - | - | - | -- | -- | -- | -- | -- | -- | -- | -- | -- | -- | -- | -- | -- | -- | -- | -- | -- | -- | -- | -- | -- | -- | -- | -- | -- | -- | -- | -- | -- | -- | -- | -- |
| Luogo     | T | C | T | C | T | C | T  | C  | T  | C  | T  | C  | T  | C  | T  | C  | T  | T  | C  | C  | T  | C  | T  | C  | T  | C  | T  | C  | T  | C  | T  | C  | T  | C  | T  | C  | C  | T  |
| Risultato | V | N | N | N | P | N | P  | P  | N  | V  | N  | N  | P  | N  | P  | V  | P  | P  | N  | N  | P  | P  | N  | V  | P  | P  | P  | P  | N  | V  | P  | V  | N  | N  | N  | P  | V  | P  |
| Posizione | 3 | 5 | 6 | 6 | 9 | 9 | 10 | 14 | 12 | 9  | 11 | 11 | 14 | 13 | 16 | 12 | 14 | 19 | 18 | 15 | 17 | 19 | 19 | 17 | 19 | 19 | 20 | 20 | 20 | 20 | 20 | 20 | 20 | 20 | 20 | 20 | 19 | 20 |

Legenda:

Luogo: C = Casa; T = Trasferta. Risultato: V = Vittoria; N = Pareggio; P = Sconfitta.

### Statistiche dei giocatori
!! colspan="4" | Totale

| Giocatore       | 2. Bundesliga R. Andresen | 2. Bundesliga R. Andresen | 2. Bundesliga R. Andresen | 2. Bundesliga R. Andresen | 22       | 2    | 5           | 0          |
| Giocatore       | Presenze                  | Reti                      | Ammonizioni               | Espulsioni                | Presenze | Reti | Ammonizioni | Espulsioni |
| T. Beck         | 17                        | 0                         | 4                         | 0                         |          |      |             |            |
| R. Betzendörfer | 16                        | 0                         | 0                         | 1                         |          |      |             |            |
| N. Ehardsberger | 7                         | 0                         | 0                         | 0                         |          |      |             |            |
| O. Gensch       | 13                        | 2                         | 2                         | 0                         |          |      |             |            |
| K. Glaner       | 13                        | 1                         | 3                         | 0                         |          |      |             |            |
| T. Grosser      | 26                        | 1                         | 4                         | 0                         |          |      |             |            |
| A. Häfele       | 38                        | 0                         | 1                         | 0                         |          |      |             |            |
| S. Keller       | 3                         | 0                         | 1                         | 0                         |          |      |             |            |
| R. Leitl        | 26                        | 5                         | 5                         | 0                         |          |      |             |            |
| S. Meziani      | 8                         | 0                         | 0                         | 0                         |          |      |             |            |
| B. Müller       | 32                        | 10                        | 7                         | 1                         |          |      |             |            |
| M. Niklaus      | 13                        | 1                         | 0                         | 0                         |          |      |             |            |
| T. Niklaus      | 37                        | 7                         | 5                         | 0                         |          |      |             |            |
| J. Pfluger      | 37                        | 1                         | 3                         | 0                         |          |      |             |            |
| K. Pflügler     | 33                        | 2                         | 9                         | 0                         |          |      |             |            |
| D. Prestin      | 1                         | 0                         | 0                         | 0                         |          |      |             |            |
| R. Reichel      | 22                        | 5                         | 1                         | 0                         |          |      |             |            |
| A. Ruthe        | 29                        | 1                         | 3                         | 0                         |          |      |             |            |
| B. Schmidt      | 27                        | 0                         | 6                         | 0                         |          |      |             |            |
| F. Schreiner    | 16                        | 0                         | 3                         | 0                         |          |      |             |            |
| E. Stöhr        | 36                        | 2                         | 3                         | 0                         |          |      |             |            |
| M. Wasner       | 20                        | 3                         | 1                         | 0                         |          |      |             |            |